# Kostel svatého Václava (Třebětice)
Kostel svatého Václava v Třeběticích je římskokatolický kostel zasvěcený sv. Václavovi. Je farním kostelem farnosti Třebětice u Dačic.

## Historie
Na místě dnešního kostela stála původně kaple stejného zasvěcení z roku 1768.
Současný novogotický kostel byl vystavěn roku 1854. Roku 1867 se chrám stal farním poté, co zde byla zbudována fara. Roku 1882 byla v kostele vyměněna podlaha a roku 1894 střecha s fasádou. Roku 1969 byly v kostele provedeny úpravy nařízené II. vatikánským koncilem. Přibyl obětní stůl, avšak byly odstraněny všechny tři oltáře a kazatelna spolu s jejich výzdobou, což interiér značně ochudilo. Mnozí věřící se s touto změnou nesmířili a začali docházet na bohoslužby do kostelů okolních farností.
Roku 1972 byla v původní sakristii zřízena kaple Panny Marie a samotná sakristie byla přemístěna. Roku 1987 byla přestavěna předsíň kostela. V roce 1995 byla provedena oprava kostela, při níž byla vyměněna střecha i fasáda a přestavěn byl též i kůr. Další opravy proběhly roku 2011.

## Vybavení
V kněžišti se původně nacházely kromě hlavního oltáře s oltářním obrazem sv. Václava také dva mariánské boční oltáře. Ty však byly spolu s kazatelnou roku 1969 nahrazeny obětním stolem a ambonem. Svatostánek byl přesunut více do boku. Za obětní stůl byl umístěn dřevěný kříž. Ten byl roku 1985 nahrazen litinovým. Stěny zdobí kromě malované křížové cesty několik soch světců. Současné varhany byly na kůr instalovány mezi lety 1996–1997, kdy nahradily starší z roku 1942. Ty úplně původní pak pocházely z roku 1875. Mnohokrát přestavován byl též i kůr.
Původně se ve věži nacházely dva menší zvony, ke kterým roku 1883 přibyl ještě třetí, sv. Josef (163 kg). Během první světové války byly dva zvony (včetně sv. Josefa) použity pro válečné účely, tudíž ve věži zůstal pouze nejmenší umíráček. Dne 1. února 1925 byly slavnostně požehnány a zavěšeny dva nové zvony, sv. Václav (161 kg) a sv. Jan Nepomucký (82 kg). Oba však byly roku 1942 odvezeny a ve druhé světové válce použity pro válečné účely. Jako jediný ve věži zůstal opět jen umíráček. Roku 1969 byly do věže zavěšeny zvony nové, sv. Václav (197 kg) a Božské srdce Páně (156 kg).

## Exteriér
Kostel stojí asi uprostřed návsi, v blízkosti obecního úřadu a požární nádrže. Před kostelem se nachází kamenný kříž z roku 1863. Za kostelem stojí výklenková kaplička se soškou sv. Václava, jejíž slavnostní posvěcení proběhlo dne 29. září 2021. Nedaleko je také umístěn pomník obětem první světové války.

## Odkazy

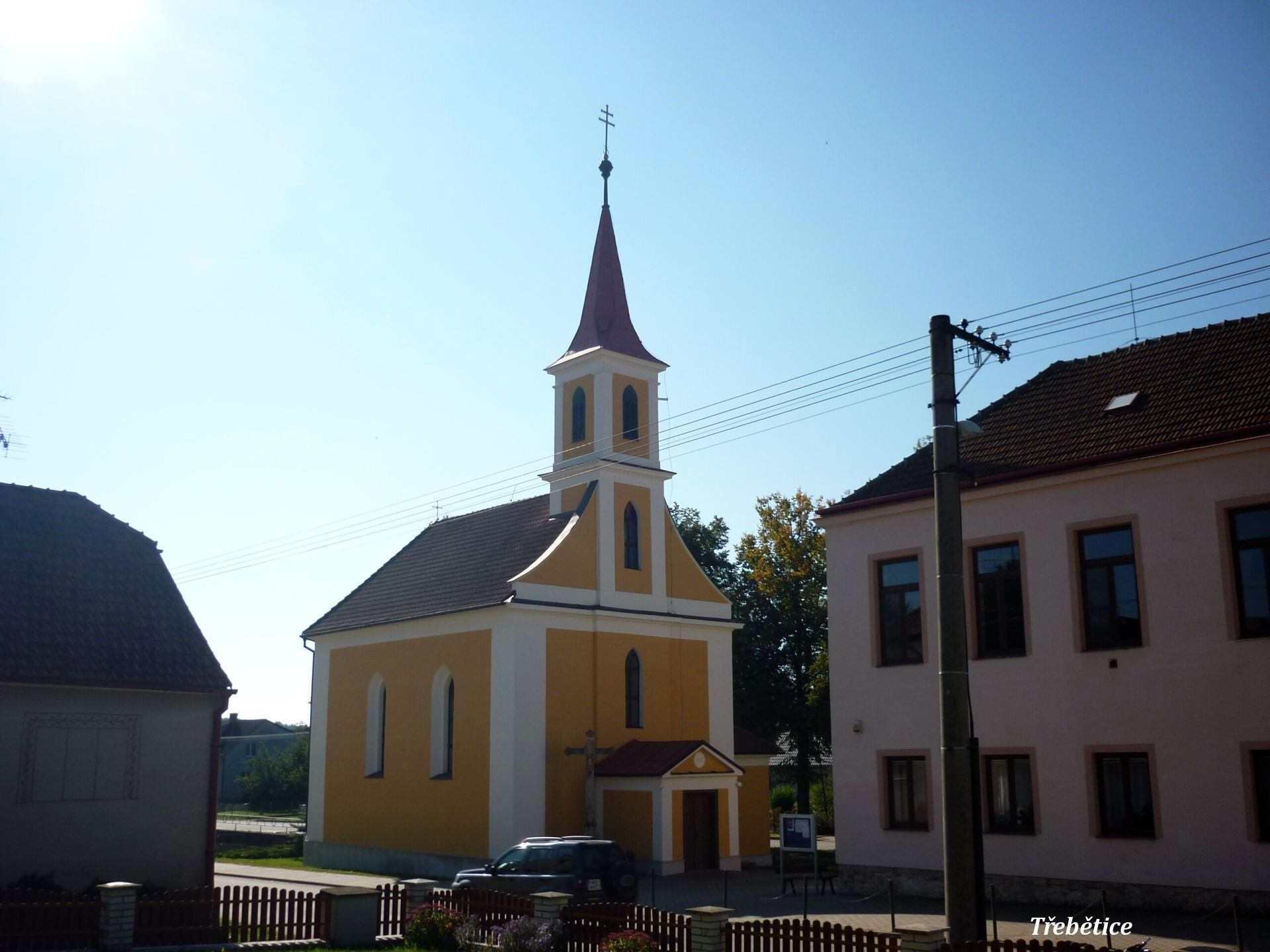
Pohled na kostel zepředu